# Isochromodes rufigrisea
Isochromodes rufigrisea là một loài bướm đêm trong họ Geometridae.